# Edwin Austin Abbey
Edwin Austin Abbey (Philadelphia 1. travnja 1852. – 1. kolovoza 1911.) je bio američki slikar i ilustrator. 
Cvjetno razdoblje njegova rada je bilo ono što se danas naziva zlatnim dobom ilustracije te je najpoznatiji po svojim crtežima i slikama na temu Shakespeareovih likova i osoba iz viktorijanskog razdoblja.
Njegovo najpoznatije djelo je Potraga za Svetim gralom, koje se nalazi danas u bostonskoj javnoj knjižnici.

## Galerija Abbeyevih djela
- Prizor iz Hamleta, ulje na platnu, 1897.
- Anne Hutchinson na suđenju, 1901.
- Duh Svjetla, na rotundi Pennsylvania State Capitola, Harrisburg
- Alegorijska medalja znanosti, Pennsylvania State Capitol, Harrisburg

## Vanjske poveznice
- Jim Vadeboncoeur: Životopis Edwina Austina Abbeya  Arhivirana inačica izvorne stranice od 14. svibnja 2011. (Wayback Machine)
- Pennsylvania Capitol Preservation Committee's E.A. Abbeyev životopis
- Abbeyevi radovi